# Barbadillo de Herreros
Barbadillo de Herreros ist ein Ort und eine Gemeinde (municipio) mit 104 Einwohnern (Stand: 2024) im Osten der Provinz Burgos in der Autonomen Gemeinschaft Kastilien und León. Barbadillo de Herreros liegt in der Comarca und der Weinbauregion Sierra de la Demanda.

## Lage und Klima
Die Gemeinde Barbadillo de Herreros liegt etwa 60 Kilometer südöstlich der Provinzhauptstadt Burgos am Río Pedroso in einer Höhe von ca. 1155 m. Das Klima ist gemäßigt bis warm; Regen (ca. 885 mm/Jahr) fällt übers Jahr verteilt.
Auf der nördlichen Gemeindegrenze erhebt sich der San Millán mit einer Höhe von 2130 m.

## Bevölkerungsentwicklung
| Jahr      | 1970 | 1981 | 1991 | 2001 | 2011 | 2021 |
| Einwohner | 266  | 173  | 164  | 151  | 124  | 112  |

## Sehenswürdigkeiten
- Kirche (Iglesia de la Visitación de Nuestra Señora a Santa Isabel)
- Rathaus
- Herrenhaus (Casa del Mayorazgo)

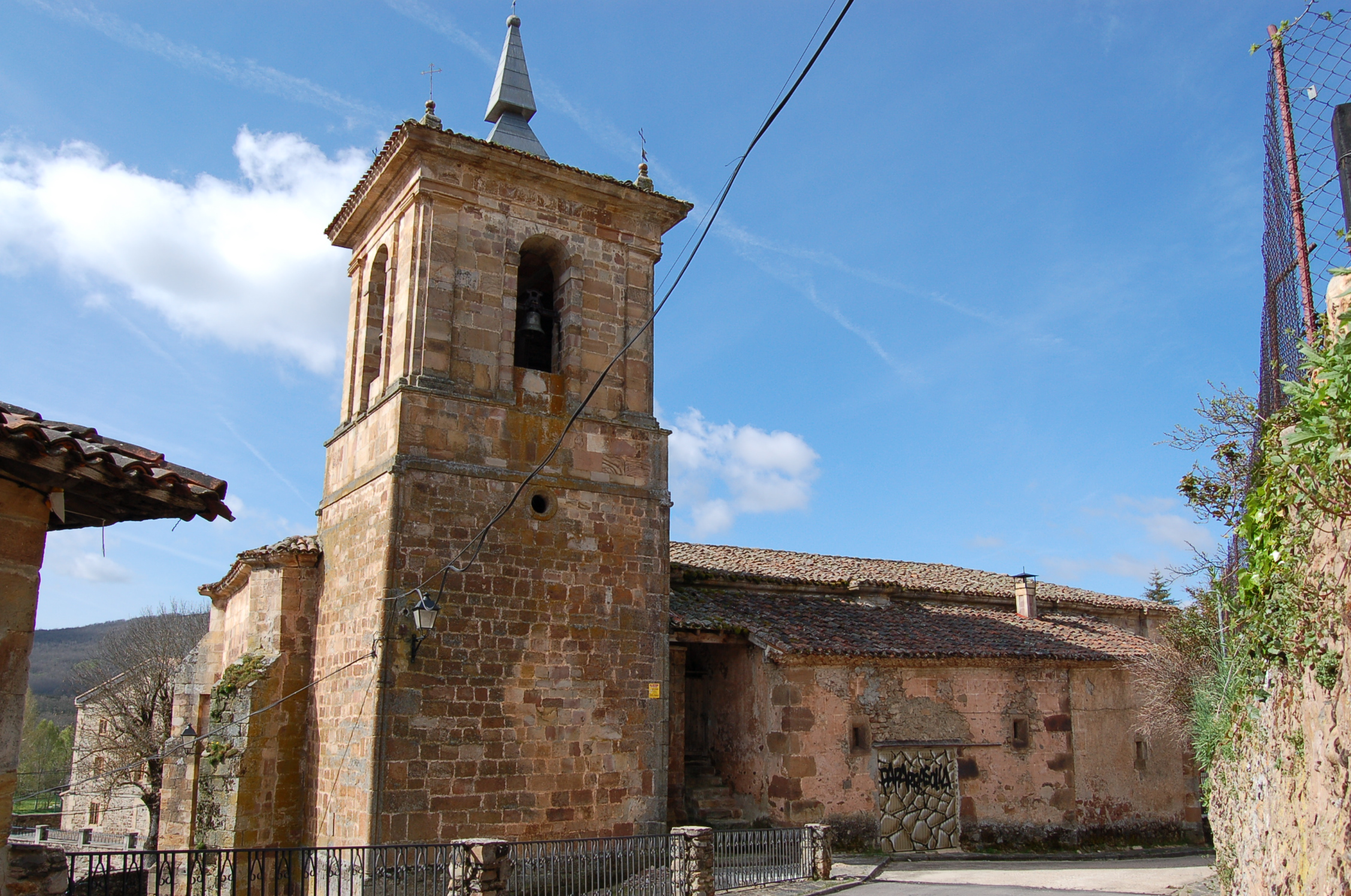
Iglesia de la Visitación de Nuestra Señora a Santa Isabel
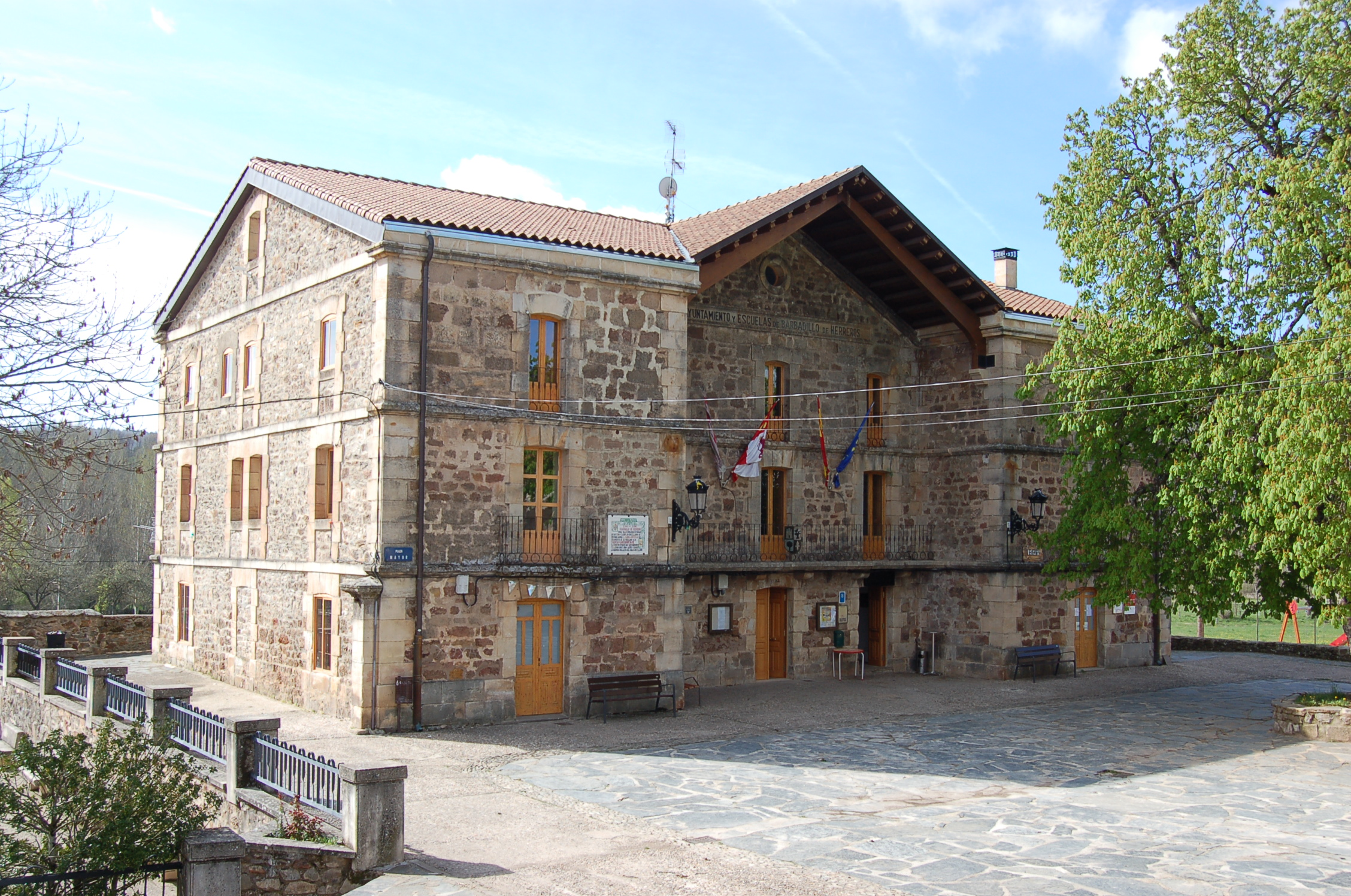
Rathaus
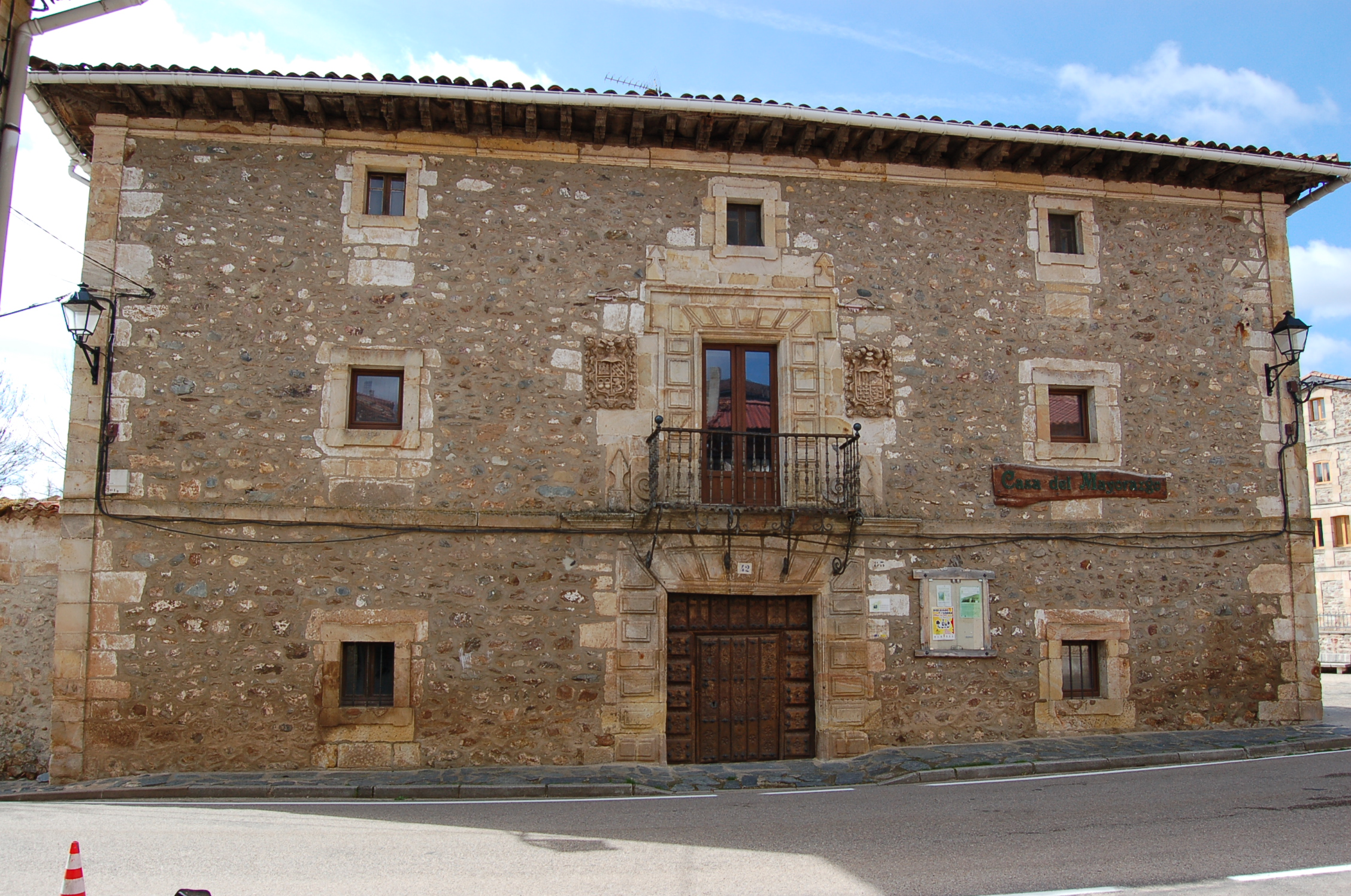
Herrenhaus

## Persönlichkeiten
- Juan Serrano Gómez (1837–1898), Schriftsteller und Militär
- Francisco Grandmontagne (1866–1936), Schriftsteller
- Angel Garachana Pérez (* 1944), Bischof von San Pedro Sula